# Cuatrecasas
Cuatrecasas (na firma completa, Cuatrecasas, Gonçalves Pereira & Associados) é uma sociedade de advogados internacional, de origem espanhola. 
O primeiro escritório foi fundado em Barcelona, no ano de 1917, por Emilio Cuatrecasas Buquet. 
Em 2004, incorporou, em Portugal, a Gonçalves Pereira, Castelo Branco & Associados, que levava o nome de André Gonçalves Pereira (principal fundador) e de Manuel Castelo Branco. Por força dessa integração, adquiriu a atual denominação.
Já no ano de 2023, incorporou a também portuguesa Serra Lopes, Cortes Martins & Associados.
Possui igualmente presença em países como Reino Unido, Bélgica, Chile, Colômbia, México, Peru, Estados Unidos da América e China. 
Em 2019, num ranking de faturação feito pelo jornal econômico espanhol Cinco Días, a Cuatrecasas era posicionada em segundo lugar entre os escritórios de advocacia de Espanha, e em terceiro lugar na Europa Continental.

## Ligacoes externas
- Sitio Web oficial